# Marcus Simmons
Marcus Jermaine Simmons (Alexandria, 28 gennaio 1988) è un ex cestista statunitense.